# Lemmings Paintball
Lemmings Paintball — видеоигра в жанре экшн из франшизы Lemmings, сделанная Visual Science и изданная Psygnosis в 1996 году.
В отличие от большинства игр серии Lemmings, он не использует перспективу сайд-скроллера, а вместо этого представляет изометрический вид уровней. Геймплей также сильно отличается от других игр серии Lemmings, фокусируясь на разбрызгивании врагов краской из пистолета. Уровни содержат различные головоломки, включая движущиеся платформы, катапульты и батуты.
Lemmings Paintball был известен как Lemmings Play Paintball во время разработки.

## Отзывы
| Иноязычные издания | Иноязычные издания |
| Издание            | Оценка             |
| ------------------ | ------------------ |
| GameSpot           | 5,6/10             |
| Next Generation    | [ 2 ]              |

Критик из Next Generation прокомментировал: «Как и в большинстве игр серии Lemmings, звук и графика являются милыми и простыми, но не потрясающими, а игровой процесс интересен. Самая большая проблема заключается в том, что … когда вы занимаетесь квадратами на другой стороне возвышенных областей, нет никакого способа сказать, опасно или безопасно ли это, за исключением того, чтобы пожертвовать леммингом». Рецензент GameSpot Тим Соэте похвалил стратегию игры, сетевой мультиплеер, саундтрек, включение двух старых игр серии Lemmings в качестве бонуса, графику и испытания, критикуя расстраивающую сложность местности. На GameRankings игра оценивается в 63 %, основываясь на трёх отзывах.